# Pinhead
 (avril 2013).
Pinhead est un personnage de fiction créé par Clive Barker dans le roman Hellraiser en 1986. Il est l'une des plus grandes icônes du cinéma d'horreur.

## Biographie fictive
À l'origine, Pinhead était le capitaine Elliott Spencer (1893-1930), un explorateur et vétéran de l'armée britannique qui a combattu pendant la Première Guerre mondiale. Il a vécu en Extrême-Orient. Spencer est un homme plein de compassion et d'empathie pour ses semblables. C'est un homme charismatique qui est apprécié. Mais la bataille de la Somme le transforme. Il perd foi en l'espèce humaine.

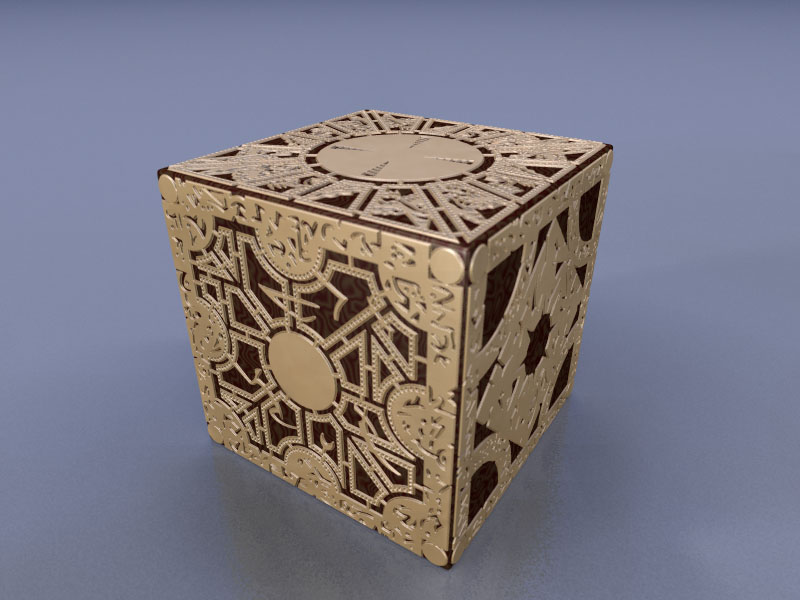
Le cube-puzzle de Pinhead.

Sa transformation en Pinhead, alias « Lead Cenobite » (« L'ange de souffrance » ou « Le prince noir de la douleur »), s'est faite à la suite de l'ouverture d'une boîte puzzle démoniaque : le cube-puzzle (« The Lament Configuration »). C'est une porte entre notre monde et celui des Cénobites, des créatures infernales.
Pinhead est aussi l'incarnation d'un esprit cénobite Xipe Totec, une entité dérivée de la mythologie aztèque.

## Description

### Physique
Comme son nom l'indique (« tête d'épingle »), Pinhead a un visage quadrillé et recouvert d'épingles. Il porte une robe de cuir noir lacérée et sa peau est blafarde.

### Personnalité
Avant d'être un Cénobite, Pinhead était comme dit précédemment un soldat tout ce qu'il y a de plus humain ; toutefois, à partir du moment où il fut transformé en Cénobite, il a perdu tout souvenir de sa vie humaine. Il n'est plus que le chef des Cénobites. Il n'a donc pas réellement de personnalité, juste le culte du sado-masochisme propre à « son espèce ». Les rares discussions qu'il entretient à travers la saga ne sont que des menaces ou des négociations avec des humains. Il est sous les ordres du Léviathan, adepte du sado-masochisme et met en œuvre la volonté de la boîte sans aucun état d'âme. Dans Hellraiser 2, il apprend qu'il fut autrefois humain, ce qui le rend paradoxalement plus dangereux. Il sera un véritable antagoniste dans les troisième et quatrième films.
Contrairement à d'autres personnages de films d'horreur comme Jason Voorhees ou Michael Myers, Pinhead parle. Néanmoins, il fait rarement preuve d'humour, ce qui le distingue de Freddy Krueger ou de Chucky. Ses monologues sont plutôt poétiques et sombres.

### Pouvoirs
Pinhead peut se faire passer pour un individu humain en l'écorchant puis « empruntant » sa peau (voir les comics Hellraiser #09, Passion, Hellraiser #10, Commitment, et Hellraiser #15, The Cenobite Always Rings Twice).
Il peut également faire surgir des crochets qui lacèrent ses ennemis ainsi que transformer les gens en cénobites. D'une façon générale, il est quasiment tout-puissant, à la façon de Damien Thorn. Dans Hellraiser 3, il abuse nettement de ce pouvoir, donnant des airs de Destination finale à une scène de traque entre Cénobites et humains.

## Œuvres où le personnage apparaît

### Roman
- Hellraiser (Clive Barker, 1986)
- Les Évangiles écarlates (Clive Barker, 2015)

### Films
- Le Pacte (Clive Barker, 1987) avec Doug Bradley
- Hellraiser 2 (Tony Randel, 1988) avec Doug Bradley
- Hellraiser 3 (Anthony Hickox, 1992) avec Doug Bradley
- Hellraiser: Bloodline (Kevin Yagher, 1996) avec Doug Bradley
- Hellraiser 5 (Scott Derrickson, 2000) avec Doug Bradley
- Hellraiser: Hellseeker (Rick Bota, 2002) avec Doug Bradley
- Hellraiser: Deader (Rick Bota, 2005) avec Doug Bradley
- Hellraiser: Hellworld (Rick Bota, 2005) avec Doug Bradley
- Hellraiser: Revelations (Victor Garcia, 2011) avec Stephan Smith Collins
- Hellraiser: Judgment (Gary J. Tunnicliffe, 2017) avec Paul T. Taylor
- Hellraiser (David Bruckner, 2022) avec Jamie Clayton

### Comics
En anglais
- 1989-1993 : Hellraiser (Clive Barker's Hellraiser,  20 parutions, dont 3 seulement en français, regroupées en 3 volumes et 3 parutions hors séries,Comics USA)
- 1991 : Hellraiser Nightbreed: Jihad (2 parutions, Marvel/Epic) de D.G. Chichester  et Paul Johnson (en)
- 1991 : Clive Barker's Book Of The Damned: A  Hellraiser Companion (4 parutions, Marvel/Epic)
- 1992 : Hellraiser 3: Hell on Earth (Marvel/Epic) de Peter Atkins,  Tony Randel  et Miran Kim
- 1993  : Pinhead  vs. Marshal Law: Law In Hell (2  parutions, Marvel/Epic) de Pat Mills  et Kevin O'Neill
- 1993-1994 : Clive Barker's Pinhead (6 parutions, Marvel/Epic) de D. G. Chichester  et Dario Corrasco
- 2011-2012 : Clive Barker's Hellraiser de Clive Barker et Christopher Monfette (20 parutions, regroupées en 5 volumes en anglais, Boom! Studios,)
- 2011: Clive Barker's Hellraiser: Masterpieces, (12 parutions, regroupées en 2 volumes, Boom! Studios)
- 2012: Hellraiser: The Road Below (4 parutions, regroupées en 1 volume, Boom! Studios)
- 2013-2014: Hellraiser: The Dark Watch (12 parutions, regroupées en 3 volumes, Boom! Studios)
- 2014-2015: Hellraiser Bestiary (6 parutions, regroupées en 1 volume, Boom! Studios)
- 2017: Hellraiser Anthology volumes 1 et 2 (Seraphim Comics)

En français
- Hellraiser (3 volumes, Comics USA, 1990-1991)
- Clive Barker's Hellraiser de Clive Barker et Christopher Monfette (3 premiers volumes uniquement, French Eyes)

### Autres apparitions
- MTV Music Awards : en 1992 (cependant, il n'a pas pu convaincre David Spade de le laisser entrer).
- Robot Chicken : apparition dans un épisode.
- Scream Awards de Spiketv
- Les Simpson : apparition dans le sixième épisode de la cinquième saison, le Simpson Horror Show V.
- South Park : apparition dans le troisième épisode saison 11, 'Imaginationland où il combat Jésus.
- The Tonight Show de Jay Leno : caméo de Doug Bradley grimé en Pinhead.
- Daria : dans certains génériques de fin, Trent (un personnage de la série) est déguisé en Pinhead.
- Dead by Daylight : Pinhead apparaît en tant que tueur dans le chapitre Hellraiser.